# Fe de Ratas

Fe de Ratas (FdR) es un grupo de punk rock procedente de Avilés (Asturias) en España, caracterizado por letras, en su mayoría, de protesta política y contenido social, mostrando una ideología de izquierda política y republicanismo.
Llevan en activo desde el año 1995, bajo el nombre Amenaza, y es en el año 1999 cuando cambian su nombre y publican su primer álbum.
Su formación se compone de Maximino "Maxi" Compán desde su fundación, siendo además compositor y escritor de todas las canciones de la banda. Rafa Kas (Ilegales, Tratamiento Anticaspa, Electric Playboys...) en la guitarra solista desde 2004, Andrés (Drest) González Arias (Indocentes, La familia culebra, Ojo de Loca) en la batería desde 2017 y Luis Melero (Crudo, Los débiles) al bajo desde 2019.

## Historia
Fe de Ratas surge en Avilés -una localidad asturiana- cuando, a finales de 1995, Maxi deja el grupo en el que cantaba hasta entonces. Tras ganar el concurso de las actividades culturales Abierto hasta el amanecer en Gijón, deciden dar el salto y editar lo que sería su primer trabajo: comienzan el proceso de grabación en los Estudios Búnker y aparece la compañía discográfica Santo Grial Producciones, con la que firman. Así, en noviembre de 1999 sale su primer disco, Tú tranquilo y a lo tuyo.
Los resultados del disco les permite actuar en festivales como el Derrame Rock y darse a conocer entre el público. Tras la satisfactoria experiencia del primer disco y su correspondiente gira, vuelven al estudio (esta vez a los Estudios ACME de Avilés) para grabar su segunda obra, titulada A esta civilización en 2000. Las letras comprometidas complementadas con su música les lanzan a una gira en verano de 2001, entre la que destaca el concierto en el Estadio Carlos Tartiere, de Oviedo, ante 12.000 personas; el festival Rock no Camiño o la vuelta al Derrame Rock. Es precisamente en este último donde se graba a FdR en directo, lo que da lugar al disco en vivo Ratata... tour.
En 2003 lanzan Miseria frente a miseria, y ya con un hueco en el panorama nacional, tienen lugar algunos cambios en sus componentes, siendo el más influyente la entrada de Rafa Kas a la guitarra. Ya con él, lanzan Tus demonios y yo en 2005.
En 2006 sale a la venta un nuevo álbum, grabado en directo en el Derrame Rock 2005, titulado Al borde del abismo, que también incluye un DVD con actuaciones del grupo.
En 2007 sale su disco, "En la democracia de mi ombligo", el cual presenta por territorio nacional durante dos años.
En 2009 sacan el disco Antiimperialista, con las incorporaciones de El Poyo y Ulises en sustitución de Rafa Kas y Pol.
En marzo de 2011 lanzan "Abeerraciones" y nueva gira para presentar su nuevo álbum con la vuelta al grupo de Rafa Kas.
En abril de 2013 sale a la calle "El irremediable camino a la violencia".

## Componentes
- Maxi - voz, guitarra, compositor
- Luis Melero - bajo
- Rafa Kas - guitarra
- Drest G. Arias - batería

### Excomponentes
- Víctor Vivar - guitarra
- Deiviz - guitarra
- Fredo - guitarra
- Noel - guitarra
- Manu - guitarra
- Ulises - guitarra
- Toño - bajo
- Julito - bajo
- Pedrito - bajo
- Pablo Viña - batería
- Pablín - batería
- Pol - batería
- El Poyo - Batería
- Jorge - batería

## Discografía
- Tú tranquilo y a lo tuyo, 1999
- A esta civilización, 2001
- Ratatata... Tour (directo), 2002
- Miseria frente a miseria, 2003
- Tus demonios y yo, 2005
- Al borde del abismo (directo), 2006
- I Want You - En la democracia de mi ombligo, 2007
- Antiimperialista, 2009
- Abeerraciones, 2011
- El irremediable camino a la violencia, 2013
- Que siga la fiesta, 2018
- 25 años en las cloacas (directo), 2021